# 11134 České Budějovice
11134 České Budějovice eller 1996 XO2 är en asteroid i huvudbältet som upptäcktes den 4 december 1996 av de båda tjeckiska astronomerna Miloš Tichý och Zdeněk Moravec vid Kleť-observatoriet. Den är uppkallad efter staden České Budějovice.
Asteroiden har en diameter på ungefär 4 kilometer och den tillhör asteroidgruppen Koronis.